# Staverton (Northamptonshire)
Staverton è un villaggio e parrocchia civile dell'Inghilterra, appartenente alla contea del Northamptonshire.